# Rebajadora

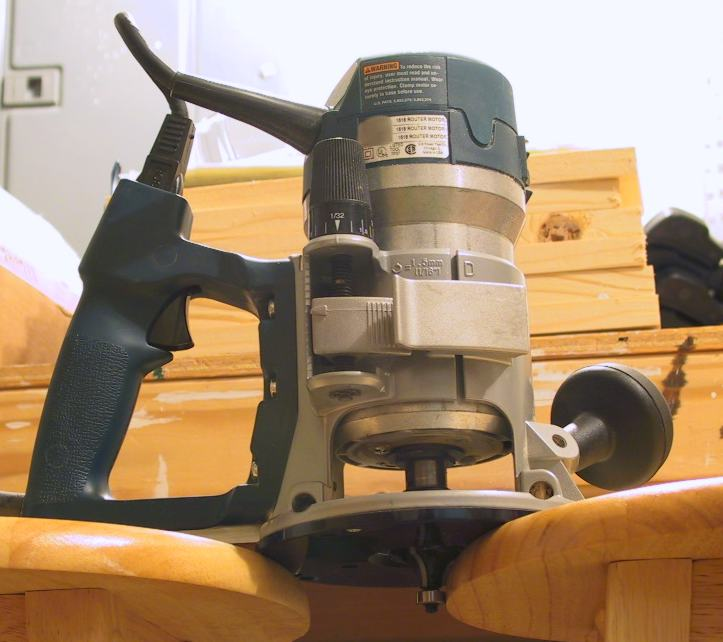
Una rebajadora de "maneral en D". Nótese el borde curvo dejado por la cuchilla, y el balero en la punta que permite seguir el contorno de la pieza.

La máquina rebajadora o fresadora es una herramienta de carpintería usada para desbastar, cortar o ahuecar un área del frente o costado de una pieza de madera.
Fue una herramienta usada especialmente por patronistas y fabricantes de escaleras, consistiendo de un cepillo de madera con amplia base y una angosta cuchilla. Desde los años 1960 fue paulatinamente reemplazada por el moderno router eléctrico, el cual fue diseñado para el mismo trabajo y que apareció pocos años después de la Primera Guerra Mundial.
La rebajadora eléctrica moderna, también llamada router, consiste principalmente en una cuchilla giratoria movida por un motor de alta velocidad. Velocidades en el rango de 8,000 a 15,000 RPM son habituales. Debido a las fuerzas encontradas por el borde cortante a estas velocidades, la cuchilla entera, o en su defecto sólo el borde, se fabrican de materiales de extrema dureza como carburo de tungsteno. A su vez, la dureza de estos materiales vuelve a la cuchilla quebradiza, por lo que el router está limitado a materiales suaves: la madera así como muchos plásticos.  Esta velocidad es regulable por el operador, y es importante su ajuste según el material particular que se esté trabajando.
Un mecanismo permite ajustar la posición de la base de la herramienta respecto a la cuchilla. Este ajuste tiene una graduación para esta distancia y un bloqueo para mantenerla fija durante el uso.